# Thomas de Mahy
Thomas de Mahy, marqués de Favras (26 de marzo de 1744 - 19 de febrero de 1790), fue un aristócrata partidario de la monarquía durante la Revolución francesa.

## Primeros años y matrimonio
Nacido en Favras, cerca de Blois, Thomas nació en el seno de una familia de escasos recursos cuya nobleza se remontaba al siglo XII. A los diecisiete años se convirtió en capitán de los dragones, sirviendo en varias campañas durante la guerra de los Siete Años. En 1772 se convirtió en primer teniente de la Guardia Suiza del conde de Provenza, hermano del rey Luis XVI. Incapaz de hacer frente a los gastos que exigía su rango, los cuales equivalían a los de un coronel del ejército, se retiró en 1775.
Favras contrajo matrimonio el 21 de noviembre de 1776 con Victoria Eduviges Carolina, cuya madre, tras haber sido abandonada en 1749 por su esposo, Carlos Luis de Anhalt-Bernburg-Schaumburg-Hoym, encontró refugio junto con su hija en la casa de Charles de Rohan, príncipe de Soubise. Tras su matrimonio, Favras se trasladó a Viena con el fin de lograr la restitución de los derechos de su esposa, pasando algún tiempo en Varsovia. En 1787 fue autorizado a crear una "legión patriótica" con el objetivo ayudar a la República de los Siete Países Bajos Unidos en su lucha contra Stadtholder William V y sus aliados prusianos.

## Revolución francesa
A su regreso a París en 1789, Favras se involucró en los planes elaborados por el conde de Provenza para salvar al rey y poner fin a la Revolución. Con el fin de obtener financiación para el proyecto, el conde, mediante uno de sus caballeros, el conde de la Châtre, quien actuó como intermediario, encomendó a Favras la negociación de un préstamo de dos millones de francos franceses con los banqueros Schaumel y Sartorius.

## Arresto, juicio y ejecución
Favras cometió el error de confiar en varios oficiales que posteriormente lo traicionaron. Un panfleto publicado en París el 23 de diciembre de 1789 afirmaba que Favras había sido contratado por el conde de Provenza para llevar a cabo un complot contra los habitantes de Francia. Según el panfleto, el rey, la reina y sus hijos serían rescatados del Palacio de las Tullerías y sacados del país. Una vez fuera de Francia, el conde de Provenza se convertiría en regente y gozaría de poder absoluto. Al mismo tiempo, un regimiento compuesto por 30.000 soldados cercaría París y, en mitad de la confusión, los tres principales líderes liberales (Jacques Necker, director general de finanzas; Jean Sylvain Bailly, alcalde de París; y el marqués de La Fayette, comandante de la Guardia Nacional) serían asesinados. Una vez hecho esto, la ciudad sería obligada a someterse mediante el cese del suministro de alimentos. Como consecuencia de la publicación de dicho panfleto, Favras y su esposa fueron arrestados al día siguiente, tras lo cual el conde de Provenza, aterrado, negó públicamente a Favras en un discurso entregado a la Comuna de París así como en una carta dirigida a la Asamblea Nacional Constituyente.
Quince días después de haber sido arrestados, Favras y su esposa fueron separados, siendo el marqués trasladado al Grand Châtelet. Durante el juicio, el cual duró casi dos meses, los testigos se mostraron en desacuerdo en lo referente a los hechos relativos al caso y ante la falta de evidencias. Incluso Sylvain Maréchal, anarquista y editor del periódico republicano Révolutions de Paris, admitió que las pruebas existentes contra Favras eran insuficientes. No obstante, el intento de varios partidarios de la monarquía de liberar a Favras el 26 de enero, el cual fue frustrado por La Fayette, despertó las sospechas de los ciudadanos, lo que provocó que el 18 de febrero de 1790 fuese condenado a morir ejecutado en la horca.
Tras haber implicado a varias personas en la conspiración (entre ellas al conde de Antraigues), Favras se ofreció a proporcionar más detalles acerca del complot a las autoridades a cambio de ser indultado, si bien, tras el rechazo de su solicitud, rehusó dar más información al respecto. Favras murió ejecutado en la plaza de Grève el 19 de febrero de 1790. Tras haberle sido leída su sentencia de muerte, Favras dijo: "veo que ha cometido usted tres faltas de ortografía".

## Posteridad

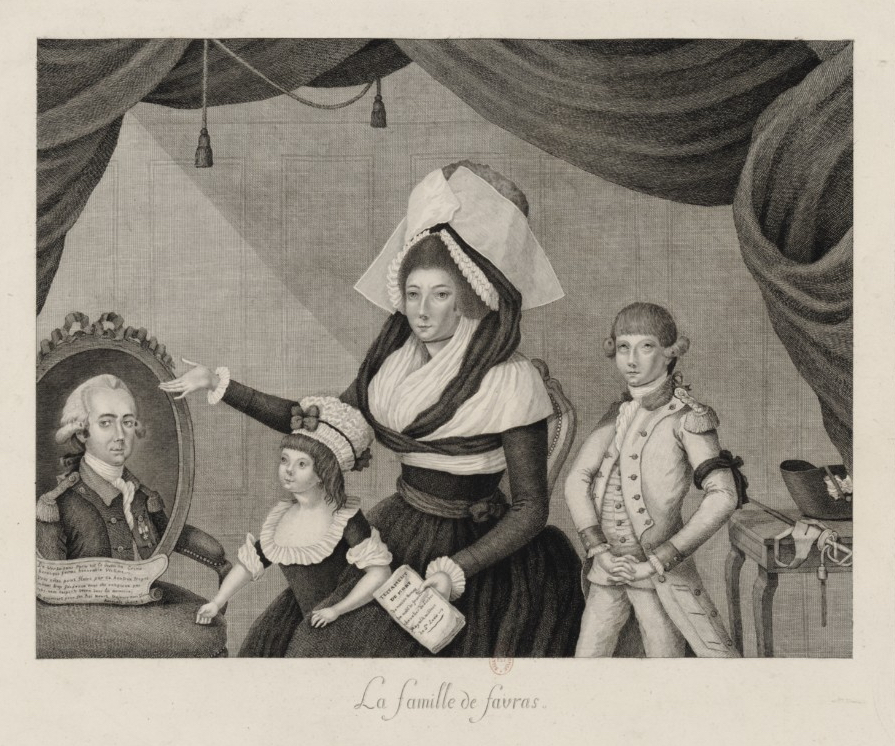
Familia de Favras.

Liberada de su prisión al día siguiente de la ejecución de su esposo, Madame de Favras se encontró en una situación precaria porque solo vivía de los ingresos de su padre de 1,000 libras y privada de sus muebles que fueron confiscados. Afectados por la muerte del Marqués de Favras, Luis XVI y María Antonieta la protegieron a ella y a sus hijos y le otorgaron una anualidad de 4000 libras. Sin embargo, dadas las circunstancias, tuvo que irse de Francia a Austria con su hija.
Su hijo, Carlos de Favras, sirvió en los ejércitos de los Habsburgo y la Rusia imperial. Durante la Restauración, Carlos recibió una pensión de Luis XVIII.
Su hija, Caroline de Favras, se casó con Rudiger von Stillfried und Rathenitz en 1805.
Favras es generalmente considerado un "mártir de la causa realista" debido a su negativa a involucrar al Conde de Provenza. El expediente oficial del asunto Favras por el crimen de lesa nación desapareció de Châtelet, pero su contenido se conserva gracias a los escritos de un escribano. Luis XVIII abordará a la familia Favras, pero se negará a que se revise el juicio del que murió por su causa.